# Colligis-Crandelain
Colligis-Crandelain es una comuna francesa, situada en el departamento de Aisne, de la región de Alta Francia.

## Demografía
| 155 | 133 | 144 | 145 | 152 | 145 | 152 | 181 | 233 |
| Para los censos de 1962 a 1999 la población legal corresponde a la población sin duplicidades (Fuente: INSEE [Consultar]) |     |     |     |     |     |     |     |     |